# Корритари, Георгий Георгиевич
Георгий Георгиевич Корритари (Коритари) (? — 1810) — профессор Харьковского университета.

## Биография
Еврей по происхождению, Коритари родился в Венгрии. В 1795—1798 годах учился в Йенском университете; читал в Венском университете лекции по терапии. Степень доктора медицины получил в Пеште, где он, как сказано в его послужном списке, «в 1803 г., после трёхдневного испытания и прения с совместниками, мог бы получить место профессора окулистики, ежели бы религия в том не препятствовала». 
В Харьковском университете Коритари должен был читать лекции на кафедре врачебного веществословия, фармации и врачебной словесности отделения врачебных и медицинских наук, деканом которого был выбран в 1808 году. Однако из-за отсутствия студентов регулярных занятий на отделении не было и ему было поручено разбирать университетскую библиотеку.
Скончался в 1810 году.
Им написано: «De nexu studii medicinae cum studio philosophiae» (Харьков, 1807), где автор возражает против грубо-эмпирического метода и требует философского изучения медицины.